# 다원넥스뷰
주식회사 다원넥스뷰(영어: Dawon Nexview)는 대한민국의 레이저 기술 기반 산업용 자동화 장비 기업이다. 초정밀 레이저 공정 장비, 메모리용 반도체를 테스트하기 위한 프로브 카드용 제조 설비를 제작한다.

## 제품
- 반도체 테스트 장비: 메모리 및 비메모리 웨이퍼 테스트용 프로브 카드 탐침 접합 장비(pLSMB)
- 반도체 패키징 장비: 첨단 마이크로 솔더볼 범핑 공정 장비(sLSMB)
- 태양전지 제조 장비: 페로브스카이트 솔라셀 제조 공정용 dLSMB
- 기타 레이저 가공 장비: 레이저 솔더링, 본딩, 용접, 텍스처링, 에칭, 마킹, 커팅, 스크라이빙 등